# Radmirje
Radmirje este o localitate din comuna Ljubno, Slovenia, cu o populație de 469 de locuitori.